# 格嫩
40°6′5″N 27°39′5″E / 40.10139°N 27.65139°E
格嫩是土耳其的城鎮，位於馬摩拉海以南，由巴勒克埃西爾省負責管轄，海拔高度41米，2010年人口43,802。1953年3月18日，該鎮被一場黎克特制7.3級的地震所波及。

## 外部連結
- Gönen Kaplıcaları A.Ş. Info about thermal properties of hot springs